# Justus Sinold

Justus Sinold

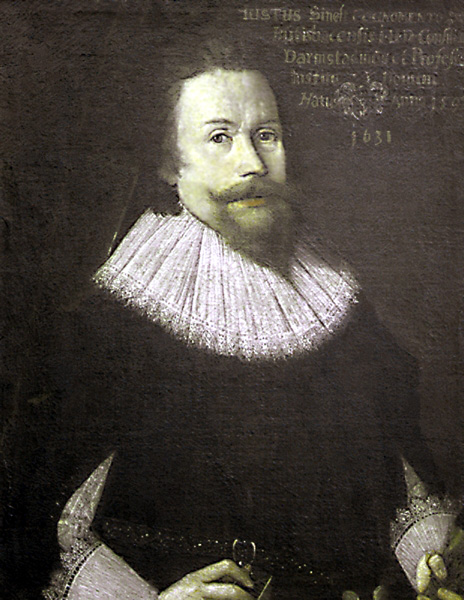
Justus Sinold genannt Schütz in der Gießener Professorengalerie

Justus Sinold genannt: von Schütz, auch: Sinolt, Sinelt; (* 8. April 1592 in Butzbach; † 12. Dezember 1657 in Gießen) war Jurist und  Kanzler der Universität Gießen.

## Leben
Justus wurde als Sohn des Bürgers, Gasthalters und Kellers zu Butzbach Helwig Sinold genannt Schütz (1560–1643) und dessen Frau Elisabeth (geb. Wenix), geboren. Er studierte ab 1606 in Gießen, ab 1613 in Marburg, ab 1616 in Köln und ab 1617 in Pont-à-Mousson die Rechtswissenschaften. Nachdem er sich ab 1618 in Straßburg und Speyer beruflich weitergebildet hatte, promovierte er 1619 in Gießen zum Doktor der Rechte. Als 1625 die Universität Gießen nach Marburg verlegt wurde, übertrug man ihm eine außerordentliche Professur der Rechte. Im Jahre darauf wurde er ordentlicher Professor. Im Jahr 1629 ernannte ihn Georg II. von Hessen-Darmstadt zum Rat und schickte ihn auf zahlreiche diplomatische Reisen. Zudem beteiligte er sich auch an den organisatorischen Aufgaben der Marburger Hochschule. So war er 1631, 1636 und 1643 Dekan der juristischen Fakultät und 1634 Rektor der Alma Mater. 1640 wurde er Vizekanzler der Universität und Primarius der Juristenfakultät. Gleichzeitig nahm er an den Vorverhandlungen zum Westfälischen Frieden teil. Bei der Neubegründung der Universität Gießen 1650 wurde er ihr Kanzler.

## Werke
Er war viel auf literarischem Gebiet tätig. So finden sich in den Bibliotheken zahlreiche Werke, die zum Teil Zusammenarbeit mit anderen Autoren entstanden sind.
| Erscheinungsjahr | Mitautor                         | Titel | link        |
| ---------------- | -------------------------------- | --- | ----------- |
| 1617             | Johannes Goeddaeus               | De transactionibus |             |
| 1653             |                                  | Collegii publici de statu rei Romanae Vol. 2: in qvo directore et praeside Justo Sinold cognom. Schützen |             |
| 1656             | Georg Viethe                     | Exercitationes iuris a Justo Sinold cognomento Schützen disputationibus XXV. ad institutiones Iustiniani conscriptae |             |
| 1640             |                                  | Collegium publicum de statu rei Romanae: in qvo Justo Sinolt cognom: Schützen |             |
| 1666             |                                  | Iusti Sinold, Cognomento Schützen/ ICti, Academiae olim Marpurgensis Vice-Cancellarii, postea Consiliarii Hasso-Darmstadini, & Dicasterii atque Academiae Giessensis Cancellarii & Professoris celeberrimi, Exercitationes Iuris, Ad Institutiones Iustiniani Conscriptae                  |             |
| 1640             | Joachim Otto Rabe von Staffhorst | Quaestiones aliquot miscellaneae; Draes: Justus Sinolt cognomento Schütz | Digitalisat |
| 1642             | Johannes Hirsschfeld             | De possessione; praes.: Justus Sinolt cognomento Schütz | Digitalisat |
| 1642             | Johannes Henricus Jungk          | De rei vindicatione; praes.: Justus Sinolt cognomento Schütz | Digitalisat |
| 1641             |                                  | Omnes Fere Quaestiones, quae de Principiis Iurisprudentiae Publicae, Imperii Romani Statu, Imperatoris Electione, Huius & Imperii Maiestate, Capitulatione, Rege Romanorum, Vicariis, Electoribus, Principibus, aliisq[ue] Statibus Horumq[ue] omnium Iuribus, Territoriali Superioritate, | Digitalisat |
| 1632             |                                  | Pictvra loqvens |             |
| 1639             | Justus Reiche                    | Disputatio Juridica De Deposito Simplici | Digitalisat |
| 1636             |                                  | Collegium iuridicum, in quo conclusiones iuris controversi continentur | Digitalisat |
| 1640             | Karl Scharschmidt                | Collegium publicum de statu rei romanae, Volume 1 | Digitalisat |
| 1634             | Georg Friedrich Seufferheld      | De locatione conductione simplici | Digitalisat |
| 1656             | Georg Vieth                      | Exercitationes juris … disputationibus XXV ad institutiones Justiniani conscriptæ |             |
| 1628             | Kilian Göllner                   | Disputatio Iuridica, De Nuptiis |             |
| 1639             | Philippus Ernestus Assum         | Collegii Juridici Theorico-Practici Dispvtatio Vltima Tres Decades Conclusionum Continens |             |
| 1656             | Joachim Rüdiger von Owstien      | De remedio appellatorio | Digitalisat |
| 1626             | Zacharias Schummer               | Disputatio … ad tit. D. et c. de locato et conducto | Digitalisat |
| 1652             | Philipp Laurentius               | Disputatio Juridica De Violatione Privilegii Caesarei, Denegata Justitia, Et Aliis quibusdam causis in prima instantia in Aulico judicio vel Camera Imp. fundatis | Digitalisat |
| 1635             | Andreas Friedrich Kohl           | Controversiae Iuridicae De Mandato, Ut Et De Societate Et Servitiis Feudalibus |             |
| 1629             |                                  | Exercitationes juris disputationibus XXV ad institutiones Justiniani conscriptae | Digitalisat |
| 1619             |                                  | Decades quinque Conclusionum de Sacri Imperii Romano-Germanici Vicariis, Electoribus, Imperatoris Electione, horumque omnium Jure et Officiis | Digitalisat |
| 1622             |                                  | De vicariis imperii horumque potestate diss | Digitalisat |
| 1634             | Johannes Weinbladt               | Positiones Juridicas Subsequentes … In Inclyta Marpvrgensivm Vniversitate Sub Praesidio … Dn. Justi Sinolt, Cognomento Schütz … Publicè defendendas suscipiet, Johannes Weinbladt, Suecus                                                                                                  | Digitalisat |
| 1635             | Conradus Fabricius               | De pignoribus et hypothecis; resp. Conrad Fabricius | Digitalisat |
|                  |                                  | Dissertationes de Vicariis Imperii Romano Germanici, eorumque jure et officiis. |             |
|                  |                                  | Exercitationes ad Instituta, |             |
|                  |                                  | Collegium feudale, |             |
| 1637             |                                  | Collegium Pandectarum |             |
|                  |                                  | De austregis. |             |
|                  |                                  | De jure pacis. |             |
|                  |                                  | De pignorationibus. |             |
|                  |                                  | De violatione privilegiorum caesareorum. |             |
|                  |                                  | Ad Avthent. si testis product. C. de testibus. |             |

## Familie
Er war seit dem 29. Juli 1622 in Gießen mit Anna Margarethe Vietor (* 20. Mai, ~ 25. Mai 1601 in Gießen; † 31. Mai, □ 5. Juli 1670 ebenda) verheiratet. Sie war die Tochter des Superintendenten in Gießen Jeremias Vietor und dessen zweiter Frau Ursula Orth (* 1566 in Caldern; □ 23. Juni 1626 in Gießen). Aus der Ehe stammen 6. Söhne und drei Töchter. Von den Kindern kennt man:
1. Tochter Eva Catharina Maria Sinold (~ 7. Juli 1637 in Marburg) ⚭ 22. April 1658 Johann Heinrich Stamler (1632–1692) ostfriesischer Kanzler
2. Sohn Johann Helwig Sinold (1623–1677), Prof. für Staatsrecht in Gießen, hessischer Amtmann in Königsberg bei Gießen, Rat und Kanzler in Braunschweig-Lüneburg (Reichsadelsstand 1674)[9] ⚭ Anna Barbara Fabricius († 1693)
3. Sohn Nicolaus Wolfgang Sinold (1625–1708) Oberamtmann in Eisenach, kurfürstlich sächsischer Geheimer Rat (Reichsadelsstand bzw. -bestätigung 1698)[9]
4. Sohn Johann Jeremias Sinold (* 12. Mai 1627 in Marburg; † 4. Juni 1642 ebenda)
5. Sohn Justus Hermann Sinold (~ 16. August 1629 in Marburg; † 20. November 1693), Pfarrer in Nidda, Butzbach, Langenhain und Friedberg
6. Tochter Anna Katherine Sinold (~ 22. April 1631 in Marburg; † 1633 (2. Jahre alt))
7. Sohn Anton Sinold, (~ 22. Januar 1635 in Marburg), 28. Dezember 1650 Uni. Gießen (Pädagogium), 27. April 1657 Uni. Tübingen, Oberamtmann in Orb
8. Sohn Johann Philipp Sinold genannt von Schütz[10] (* nach 12. August 1633; † 12. August 1702 in Vetzberg), 1663: gräflich nassauischer Comitialgesandter in Regensburg, 1689–1693 sachsen-eisenachischer Geheimer Rat und Vizekanzler, 1694: nassau-weilburgischer Präsident und Geheimer Rat, 1698 Wien: Bestätigung des Reichsadelsstandes;[11][9] ⚭ vor 1665 Elisabeth Magdalena Kolb († nach 5. Februar 1697),[12] Tochter des Dr. jur. Johann Jacob Kolb, hessen-darmstädtischer Regierungsrat und Kanzleidirektor,[13] ab 1650 Konsulent und Syndikus zu Augsburg[14]
9. Tochter Goedela Helwig Sinold (~ 28. Oktober 1642 in Marburg; † 22. Dezember 1695 Seusslitz) ⚭ 1663 mit Ernst Ludwig Pistoris (25. Oktober 1644; † 8. Juni 1680 in Seusslitz) Kursächsischer Oberhofrichter